# Lilla Myrtjärnen, Västmanland
Lilla Myrtjärnen är en sjö i Skinnskattebergs kommun i Västmanland och ingår i Norrströms huvudavrinningsområde. Sjöns area är 0,02 kvadratkilometer och den är belägen 119 meter över havet.